# Claudinei (futebolista)
Claudinei Junio de Souza, mais conhecido como Claudinei, (Sete Lagoas, 8 de outubro de 1988), é um futebolista brasileiro, que atua como volante. Atualmente joga pelo Remo.

## Carreira
Claudinei chegou ao profissional do Jacaré na temporada de 2008, ano em que a equipe disputava a elite do futebol mineiro. Depois de duas temporadas regulares, foi negociado junto ao Boa Esporte, antigo Ituiutaba, clube de ascensão nos últimos anos em Minas Gerais.
Com bom toque de bola, velocidade e roubadas de bola pelo lado direito do campo, o atleta se firmou na equipe de Varginha durante duas temporadas e meia, fazendo 136 partidas. Até que em agosto de 2012, foi contratado junto ao Figueirense.
Na equipe catarinense, Claudinei conviveu com a campanha ruim que resultou na queda para a Série B do Brasileirão, mas atuou em 23 partidas no segundo semestre daquele ano. Após o fim da competição, o volante acertou sua ida para o América Mineiro.
O jogador chegou ao Coelho depois de receber várias propostas de times brasileiros. Na temporada de 2013, atuou em 42 partidas, sendo todas elas como titular, e levou apenas 4 cartões amarelos, uma das principais qualidades do atleta. Ao final de seu contrato, o jogador não renovou vínculo com o América.

### Atlético Mineiro
No dia 16 de janeiro de 2014, o presidente Alexandre Kalil confirmou o empréstimo de Claudinei por uma temporada.

### Avaí
Em 20 de janeiro de 2015, foi emprestado por uma temporada ao Avaí.

### CRB
Em 20 de dezembro de 2017, a equipe do CRB anunciou Claudinei como seu novo reforço para a temporada 2018. No dia 27 de fevereiro de 2020, Claudinei chegou a marca de 100 jogos pelo CRB.

## Títulos
Atlético-MG
- Recopa Sul-Americana: 2014
- Copa do Brasil: 2014

América-MG
- Campeonato Mineiro: 2016

CRB
- Campeonato Alagoano: 2020